# 台湾新耳草
台湾新耳草（学名：Neanotis formosana）为茜草科新耳草属下的一个种。其种加词“formosana”意为“台湾的”。